# سيريوس سام 3: بي إف إي
سيريوس سام 3: بي إف إي هي لعبة فيديو مطلق النار من منظور شخص أول تم تطويرها بواسطة استوديو التطوير المستقل كروتيم ومقره كرواتيا ونشرته Devolver Digital . إنه جزء من سلسلة سيريوس ساموالمقدمة للعبة فيديو 2001 سيريوس سام . تدور أحداث اللعبة في مصر في القرن الثاني والعشرين ، أثناء غزو مينتال للأرض ، كما هو موضح في اللقاء الأول . تحتوي اللعبة على 16 لاعبًا عبر الإنترنت ، بالإضافة إلى وضع حملة تعاونية مكونة من 4 لاعبين. تم إصدار اللعبة لأول مرة لنظام التشغيل مايكروسوفت ويندوز في 22 نوفمبر 2011.  تبع ذلك دعم OS X للعبة بعد فترة وجيزة وتم إصداره في 23 أبريل 2012.  بدأ العمل على إصدار لينكس من اللعبة بعد عدد كبير من الطلبات ، حيث كان أول تحديث متعلق بـ Linux هو نقل الخادم المخصص للعبة.  ومع ذلك ، تم إصدار اللعبة نفسها بعد يوم واحد من افتتاح Valve لفرع بيتا لـ " Steam for Linux" ، أي في 20 ديسمبر 2012. 

## روابط خارجية
- الموقع الرسمي

قالب:Serious Sam